# LaRoy Reynolds
LaRoy Reynolds (* 3. November 1990 in Norfolk, Virginia) ist ein US-amerikanischer American-Football-Spieler auf der Position des Middle Linebackers. Zuletzt spielte er für die New England Patriots in der National Football League (NFL).

## Frühe Jahre
Reynolds ging in seiner Geburtsstadt Norfolk zur Highschool. Später besuchte er die University of Virginia.

## NFL

### Jacksonville Jaguars
Reynolds wurde im NFL-Draft 2013 nicht berücksichtigt. Er unterschrieb jedoch einen Vertrag bei den Jacksonville Jaguars, wo er auch zu Saisonbeginn im 53-Mann-Kader stand. Am 12. November 2013 wurde Reynolds für vier NFL-Spiele gesperrt, weil er Leistungssteigernde Substanzen eingenommen hatte.

### Chicago Bears
Am 29. September 2015 unterschrieb Reynolds einen Vertrag bei den Chicago Bears.

### Atlanta Falcons
Am 16. März 2016 unterschrieb Reynolds einen Einjahresvertrag bei den Atlanta Falcons. Mit den Falcons erreichte er den Super Bowl LI, welcher jedoch mit 28:34 gegen die New England Patriots verloren ging. Am 9. März 2017 wurde sein Vertrag bei den Falcons um ein Jahr verlängert.

### Philadelphia Eagles
Am 15. Mai 2018 unterschrieb Reynolds einen Vertrag bei den Philadelphia Eagles.

### San Francisco 49ers
Am 6. Mai 2019 gaben die San Francisco 49ers seine Verpflichtung bekannt. Er wurde noch vor der Saison wieder entlassen.

### Cincinnati Bengals
Am 10. September 2019 unterschrieb er einen Vertrag bei den Cincinnati Bengals.

### Zweiter Aufenthalt bei den Atlanta Falcons
Am 24. März 2020 gaben die Falcons seine erneute Verpflichtung bekannt.

### New England Patriots
Am 24. März 2021 unterschrieb Reynolds einen Vertrag bei den New England Patriots. Er wurde noch vor der Saison, am 27. Mai 2021, entlassen.

### New York Jets
Am 26. Oktober 2021 wurde er zum Practice Squad der New York Jets hinzugefügt. Am 4. Januar 2022 wurde er wieder entlassen.

### Zweiter Aufenthalt bei den New England Patriots
Am 6. Januar 2022 wurde er von den New England Patriots im Practice Squad aufgenommen. Mit dem Saisonende lief sein Vertrag aus.